# Kenzō Katō
Kenzō Katō (jap. 加藤賢三 Katō Kenzō; ur. 26 września 1980) – japoński zapaśnik w stylu klasycznym. Olimpijczyk z Pekinu 2008, gdzie zajął dziewiętnaste miejsce w kategorii 96 kg. Czterokrotny uczestnik mistrzostw świata, piąty w 2007. Piąty na mistrzostwach Azji w 2008 roku.